# Taxi (formație)
Taxi este o trupă românească de pop-rock. Trupa a fost fondată în 1999 și în prezent este compusă din Dan Teodorescu, Mugurel Coman, Kerezsi Csongor, Vicky Avanu, Carla Iliași, Sebastian Macovei și Alin Păun.
În anul 2000, Taxi a reprezentat România la Eurovision cu cântecul „Luna” și a obținut locul 17.

## Începuturile trupei și participarea la Eurovision (1999-2000)
S-a înființat pe 13 martie 1999, în București. 
Dan Teodorescu - compozitor, textier, vocalist și lider al trupei - l-a recrutat inițial pe Adrian Borțun, cu care mai cântase în trupa Altceva. Borțun l-a cooptat pe fostul său coleg de trupă de la Sarmalele Reci, Andrei Bărbulescu, iar Dan l-a adus pe George Pătrănoiu. Astfel s-a format trupa Taxi.
Primul cântec de succes al trupei a fost „Criogenia salvează România”, care a adus fani chiar și printre membrii clasei politice române. Tot în 1999, trupa a lansat albumul de debut intitulat Jumătate de album. 
La scurt timp după aceea, plecarea lui Andrei Bărbulescu a lăsat loc unui nou membru, toboșarul Lucian Cioargă, iar în această nouă formulă grupul Taxi a participat la concursul Eurovision din anul 2000 – cu piesa „Luna” –, obținând locul 17. Deși a fost cea mai bună clasare a României de până atunci, membrii trupei nu au fost mulțumiți și au compus un cântec ironic la adresa acestui concurs, pe care l-au numit „E.B.U. – European Broadcasting Union”.
În luna martie 2000 au fost lansate piesele „Doi zero zero zero” și „Jumătatea mea”. Acestea au fost apoi lansate pe albumul Trag un claxon, apărut pe 21 iulie 2000. Au urmat și alte hituri, precum „Comunitaru’” – melodie care făcea referire la câinii vagabonzi adunați în perioada respectivă de pe străzile Bucureștiului și ulterior eutanasiați.

## Americanofobia(2001)
În 2001 a ieșit pe piață albumul Americanofonia, acesta fiind și titlul unui cântec despre abundența expresiilor americane intrare în limba română. Elementele sociale și ironia se regăsesc și în următoarele albume ale trupei: De cursă lungă (2002), C (2003) și Politica (2004). 

## Politica(2004)
Albumul Politica a apărut chiar în timpul campaniei electorale din 2004, un material satiric ce conține piesele „Aici sunt banii Dumneavoastră”, „Noi cu cine votăm”, „Domnule Fost” sau „Situația din Țară”.

## Romantica(2007-2011)
În 2007, apare albumul Romantica, acesta cuprinzând douăsprezece piese de dragoste, cu numeroase colaborări: Cheloo, Dax, Mihaela Rădulescu, Melania Medeleanu, Adelin Petrișor și Cristian Grețcu. Pentru videoclipul melodiei „Dragostea ca o pereche de pantofi”, designerul Mihai Albu a creat special o pereche de pantofi unicat, care apar și pe coperta albumului. Printre celelalte melodii incluse în Romantica se regăsesc și „Te caut în toate femeile”, „Stelele care cad”, „Ploaia pe mare” sau „Învață-mă să iubesc”.
Din 2009 încoace, Taxi a lansat și alte piese, precum „Probleme de memorie” – o melodie aniversară, celebrând cei 10 ani ai trupei –, „Adrenalina”, „Niște răspunsuri”, „E criză” și „Citez din Tupac”.

## Cele două cuvinte(2011-2014)
Albumul Cele două cuvinte a fost lansat în 2011. Cântecul ce dă și numele albumului a avut parte de un videoclip inedit, în care 26 de bărbați celebri din România se luptă cu greutatea rostirii a două cuvinte. „Cele două cuvinte” a avut un asemenea succes, încât melodia a fost tradusă în mai multe limbi, înregistrată și cântată de artiști din Moldova, Polonia și chiar Suedia. Pornind de la această melodie s-a născut și proiectul Those three words (thosethreewords-project.com), prin care oricine își poate înregistra propria versiune a cântecului și îl poate trimite apoi persoanei iubite.

## Albume de compilație (2014-prezent)
În 2014 a fost lansat albumul 15, album care a marcat cei 15 ani de existență a trupei.
În 2019, la 20 de ani de la înființare, Taxi a lansat dublul album 20.

## Componență
Membri
- Dan Teodorescu, (compozitor, textier, voce, chitară acustică), 1999 - prezent
- Kerezsi Csongor (bas), 2009 - prezent
- Mugurel Coman (clape), 2006 - prezent
- Vicky Avanu (voce), 2005 - prezent
- Carla Iliași (voce) 2020 - prezent
- Sebastian Macovei (baterie), 2021 - prezent
- Alin Păun (chitară), 2019 - prezent

Foști membri
- Lucian Cioargă (baterie), decembrie 1999 - februarie 2003
- George (a.k.a. Georgică or GXG) Pătrănoiu (chitară solo), decembrie 1999 - ianuarie 2006
- Andrei Bărbulescu (baterie), martie - noiembrie 1999, februarie 2003 - iunie 2006
- Adrian Borțun (chitara bas), 1999 - 2009
- Cantemir Neacșu (chitară solo), 2006 - 2018
- Darius Neagu (baterie), 2006 - 2018
- Daria Corbu (voce), 2013 - 2020

## Discografie
- Jumătate de album (noiembrie 1999)
- Trag un claxon (iulie 2000: Jumătate de album și încă 7 cântece)
- Americanofonia (vara 2001)
- Comunitaru'  (EP, 2001)
- De cursă lungă (2002)
- C (iunie 2003)
- Politica (2004)
- Romantica (2007)
- Cele 2 cuvinte (2011)
- 15 (2014)
- 20 (2019)